# Прпич, Горан
Горан Прпич (хорв. Goran Prpić, родился 4 мая 1964 года в Загребе, Югославия) — хорватский теннисист.
Профессиональную карьеру начал в 1984 году. Имеет один выигранный ATP турнир. Был лучшими на турнире в Умаге в 1991 году, обыграв в финале Горана Иванишевича. Лучшей позицией в ATP рейтинге было 16 место. Прпич начал профессиональную карьеру в 1984. В 1986, Прпич мог навсегда забыть о теннисе, получив серьёзную травму колена в феврале того года. После операции, хорвату потребовалось около двух лет на восстановление, прежде, чем вернуться в тур. Оставшуюся часть карьеры Прпич играл на обезболивающих, из-за невыносимой боли в колене играть становилось все сложнее. За всю свою карьеру, он выиграл только один турнир на высшем уровне в одиночном разряде (Умаг в 1990) и один титул в парах (Сан Ремо в 1990). Его лучшим выступлением на турнирах большого шлема был Австралиан Опен 1991 года, где ему удалось дойти до четвертьфинала. В 1990, Прпич был в составе сборной Югославии, которая выиграла Командный Кубок Мира. В 1992, в команде с Моникой Селеш, он помог Югославии завоевать Кубок Хопмана. Год спустя, Прпич с Гораном Иванишевичем завоевали бронзовые медали, на олимпийских играх в Барселоне, это была одна из первых медалей завоеванная спортсменами, объявленной независимой Хорватии. В 1996 году, Прпич закончил выступления в профессиональном теннисе. В 2000 году, он стал тренером национальной женской сборной Хорватии, в 2006, попробовал тренировать и мужскую сборную.
Капитан сборной Хорватии по теннису (на сентябрь 2009).